# باسومباهان
جزيرة باسومباهان تقع في مياه الخليج المحادي لمدينة بادانغ مركز مقاطعة سومطرة الغربية في إندونيسيا .
جمال البحر جعل هذه الجزيرة معروفة من قبل السياح المحليين والدوليين.
جزيرة باسومباهان تقع على بعد حوالي 200 متر من جزيرة سيكواي. وتقع غرب جزيرة السيطان الصغير.
وتتميز الجزيرة بالشواطئ الرملية البيضاء والشعاب المرجانية. ومن المتوقع أن تصبح الجزيرة وجهة سياحية رائدة كسياحة الغوص قرب الساحل الغربي من بادانغ بسبب التنوع الحيوي للشعاب المرجانية الموجودة في الجزيرة الجزر القريبة منها، بما في ذلك جزيرة ميغابود.
إضافة إلى ذلك فتوجد أنواع مختلفة من أسماك الشعاب المرجانية وأسماك الزينة هي أيضا مثيرة جدا للاهتمام يجب أن يتمتع بها السياح. في مياه بادانغ وجدت 21 نوعا من الأسماك أبرزها (Chaetodon trifascialis) .